# Esko Laine
Esko Laine (Helsinki, 1961) es un contrabajista y profesor de música finlandés.

## Biografía
Nació en 1961 en Helsinki y estudió en el Conservatorio de Hyvinkää. 
Con sólo dieciocho años, obtuvo una plaza en la Orquesta de la Ópera Nacional Finlandesa, a la que renunció para continuar sus estudios con Günter Klaus y Franco Petracchi. 
Ha ganado premios internacionales como el Isle of Man, el Markneukirchen y el Concurso ARD de Múnich. En 1986, entró en la Orquesta Filarmónica de Berlín y se convirtió en el primer músico finlandés que logró una plaza en esta orquesta. Su forma de tocar ha inspirado a muchos compositores a escribir obras para contrabajo. 
Esko Laine es profesor en la Hanns Eisler Musikhochschule de Berlín. Ha sido profesor de contrabajo en numerosas orquestas europeas para jóvenes e imparte frecuentemente lecciones magistrales. 
Como intérprete de música de cámara, es requerido en numerosos festivales y es miembro de los conjuntos Alia Musica de Berlín y Kerberos de Finlandia y hace parte del grupo Bolero Berlin. Esko Laine toca un contrabajo construido por Giuseppe Rocca en 1839.